# Türkische Billie-Jean-King-Cup-Mannschaft
Die türkische Billie-Jean-King-Cup-Mannschaft ist die Tennisnationalmannschaft von Türkei, die im Billie Jean King Cup eingesetzt wird. Der Billie Jean King Cup (bis 1995 Federation Cup, 1996 bis 2020 Fed Cup) ist der wichtigste Wettbewerb für Nationalmannschaften im Damentennis, analog dem Davis Cup bei den Herren.

## Geschichte
Erstmals am Billie Jean King Cup teilgenommen hat die Türkei im Jahr 1991. Das bislang beste Abschneiden des Teams war das Erreichen der Gruppe I Europa/Afrika.

## Teamchefs (unvollständig)
- Ali Gorec
- Alaaddin Karagöz

## Spielerinnen der Mannschaft
| Spielerinnen        | Einsätze | Einsätze | Einsätze   |
| Spielerinnen        | erster   | Anzahl   | Bilanz S/N |
| ------------------- | -------- | -------- | ---------- |
| Duygu Akşit Oal     | 1991     | 11       | 32:28      |
| Ayla Aksu           | 2017     | 3        | 2:6        |
| Merve Asimgil       | 1999     | 3        | 5:5        |
| Esra Bayburt        | 1991     | 4        | 2:6        |
| Çağla Büyükakçay    | 2004     | 16       | 39:30      |
| Berfu Cengiz        | 2019     | 2        | 3:2        |
| Cigdem Duru         | 2004     | 1        | 2:4        |
| Başak Eraydın       | 2013     | 5        | 5:7        |
| Gülberk Gültekin    | 1991     | 8        | 24:28      |
| Yasmin Kaya         | 1991     | 3        | 3:1        |
| Serra Olgac         | 1998     | 1        | 2:0        |
| İpek Öz             | 2019     | 2        | 1:2        |
| Pemra Özgen         | 2001     | 20       | 39:42      |
| Seden Ozlu          | 1996     | 4        | 5:4        |
| Stela Penciu-Elpeze | 1994     | 3        | 6:7        |
| İpek Şenoğlu        | 1996     | 9        | 22:18      |
| Melis Sezer         | 2009     | 4        | 3:4        |
| İpek Soylu          | 2012     | 7        | 13:10      |